# Kolss-BDC Team/Saison 2015
Dieser Artikel listet Erfolge und Fahrer des Radsportteams Kolss in der Saison 2015 auf.

## Erfolge in der UCI Asia Tour
| Datum   | Rennen                         | Kat. | Sieger            |
| ------- | ------------------------------ | ---- | ----------------- |
| 7. Juli | 3. Etappe Tour of Qinghai Lake | 2.HC | Olexandr Poliwoda |

## Erfolge in der UCI Europe Tour
| Datum           | Rennen                                       | Kat. | Sieger             |
| --------------- | -------------------------------------------- | ---- | ------------------ |
| 9. April        | 1. Etappe Tour of Mersin                     | 2.2  | Olexandr Poliwoda  |
| 11. April       | 3. Etappe Tour of Mersin                     | 2.2  | Mychajlo Kononenko |
| 12. April       | 4. Etappe Tour of Mersin                     | 2.2  | Witalij Buz        |
| 9.–12. April    | Gesamtwertung Tour of Mersin                 | 2.2  | Olexandr Poliwoda  |
| 1. Mai          | Moscow Cup                                   | 1.2  | Serhij Lahkuti     |
| 2. Mai          | Memorial of Oleg Dyachenko                   | 1.2  | Mychajlo Kononenko |
| 6. Mai          | 1. Etappe Szlakiem Grodów Piastowskich       | 2.2  | Andrij Kulyk       |
| 7. Mai          | 2. Etappe Five Rings of Moscow               | 2.2  | Mychajlo Kononenko |
| 8. Mai          | 3. Etappe Five Rings of Moscow               | 2.2  | Olexandr Poliwoda  |
| 5.–9. Mai       | Gesamtwertung Five Rings of Moscow           | 2.2  | Olexandr Poliwoda  |
| 29. Mai         | Horizon Park Race for Peace                  | 1.2  | Serhij Lahkuti     |
| 30. Mai         | Horizon Park Race Maidan                     | 1.2  | Olexandr Poliwoda  |
| 31. Mai         | Horizon Park Classic                         | 1.2  | Mychajlo Kononenko |
| 6. Juni         | Grand Prix of Vinnytsia                      | 1.2  | Witalij Buz        |
| 21. Juni        | Memoriał Grundmanna Wizowskiego              | 1.2  | Adam Stachowiak    |
| 26. Juni        | Ukrainische Meisterschaft – Einzelzeitfahren | CN   | Serhij Lahkuti     |
| 28. Juni        | Ukrainische Meisterschaft – Straßenrennen    | CN   | Mychajlo Kononenko |
| 24.–26. Juli    | Gesamtwertung Podlasie Tour                  | 2.2  | Andrij Wassyljuk   |
| 1. August       | Odessa Grand Prix - 1                        | 1.2  | Olexandr Poliwoda  |
| 2. August       | Odessa Grand Prix - 2                        | 1.2  | Witalij Buz        |
| 5. September    | 1. Etappe Black Sea Cycling Tour             | 2.2  | Witalij Buz        |
| 6. September    | 2. Etappe Black Sea Cycling Tour             | 2.2  | Witalij Buz        |
| 5.–6. September | Gesamtwertung Black Sea Cycling Tour         | 2.2  | Witalij Buz        |

## Abgänge – Zugänge
| Zugänge                        | Team 2014   | Abgänge                          | Team 2015            |
| ------------------------------ | ----------- | -------------------------------- | -------------------- |
| Adrian Banaszek                | BDC Marcpol | Andrij Chripta                   | Kyiv Capital Racing  |
| Błażej Janiaczyk               | BDC Marcpol | Mykyta Skorenko                  | Kyiv Capital Racing  |
| Adam Stachowiak                | BDC Marcpol | Dmytryj Krywzow                  | ISD Continental Team |
| Wassyl Malyniwskij             |             | Oleksij Kasjanow                 | Kyiv Capital Racing  |
| Piotr Kirpsza                  | BDC Marcpol | Mychajlo Polikarpow              | Unbekannt            |
| Kacper Gronkiewicz             | BDC Marcpol | Oleksandr Kwatschuk              | Unbekannt            |
| Adrian Tekliński (ab 1. Mai)   | Neoprofi    | Kacper Gronkiewicz (bis 19. Mai) | Unbekannt            |
| Konrad Tomasiak (ab 19. Juni)  | Neoprofi    | Piotr Kirpsza (bis 28. Februar)  | Unbekannt            |
| Mateusz Nowaczek (ab 19. Juni) | Neoprofi    |                                  |                      |

## Mannschaft
| Name                  | Geburtstag         | Nationalität |
| --------------------- | ------------------ | ------------ |
| Adrian Banaszek       | 21. Oktober 1993   | Polen        |
| Andrij Brataschtschuk | 31. März 1992      | Ukraine      |
| Witalij Buz           | 24. Oktober 1986   | Ukraine      |
| Kacper Gronkiewicz    | 29. Juni 1993      | Polen        |
| Olexandr Holowasch    | 21. September 1991 | Ukraine      |
| Błażej Janiaczyk      | 27. Januar 1983    | Polen        |
| Piotr Kirpsza         | 27. Mai 1991       | Polen        |
| Mychajlo Kononenko    | 30. Oktober 1987   | Ukraine      |
| Denys Kostjuk         | 13. März 1982      | Ukraine      |
| Andrij Kulyk          | 30. August 1989    | Ukraine      |
| Serhij Lahkuti        | 24. April 1985     | Ukraine      |
| Wassyl Malyniwskij    | 21. November 1992  | Ukraine      |
| Mateusz Nowaczek      | 13. März 1991      | Polen        |
| Olexandr Poliwoda     | 31. März 1987      | Ukraine      |
| Olexandr Prewar       | 28. Juni 1990      | Ukraine      |
| Adam Stachowiak       | 10. Juli 1989      | Polen        |
| Adrian Tekliński      | 3. November 1989   | Polen        |
| Konrad Tomasiak       | 2. Dezember 1991   | Polen        |
| Andrij Wassyljuk      | 29. August 1987    | Ukraine      |